# Parafia św. Mikołaja w Rzeszowie
Parafia św. Mikołaja w Rzeszowie - Przybyszówce – parafia rzymskokatolicka znajdująca się w diecezji rzeszowskiej w dekanacie Rzeszów Zachód. 

## Historia
Parafia w Przybyszówce powstała prawdopodobnie w 1313 roku, ale dopiero w 1409 roku jest wzmiankowana parafia, której proboszczem był ks. Mikołaj. W 1559 roku dziedzic Przybyszówki Krzysztof Głowa odnowił pierwotne uposażenie parafii, a w 1617 roku Zofia Grabińska powiększyła uposażenie. W 1624 roku pierwszy drewniany kościół został spalony przez Tatarów. Następnie zbudowano kolejny drewniany kościół. W 1802 roku rozebrano drewniany kościół, a na jego miejscu zbudowano jednonawowy murowany kościół, według projektu arch. Hauzana. 3 czerwca 1807 roku bp Antoni Gołaszewski dokonał konsekracji kościoła.
W latach 1954–1955 dobudowano do kościoła kruchtę i przedsionek do zakrystii. W 1977 roku z Bziance zbudowano kościół filialny pw. św. Maksymiliana Marii Kolbego, który 23 października 1977 roku został poświęcony przez bpa Tadeusza Błaszkiewicza. W 1978 roku w Bziance powstała samodzielna parafia. 
W 1984 roku rozpoczęto budowę nowego kościoła połączonego ze starym kościołem. 26 maja 1991 roku bp Edward Białogłowski poświęcił rozbudowany kościół. W latach 1988–1991 zbudowano Dom Parafialny, w którym obecnie znajduje się Dom Rekolekcyjny z kaplicą pw. bł. Karoliny Kózki.

W latach 1998–2000 na „Pustkach” zbudowano kościół filialny pw. Matki Bożej Pocieszenia, według projektu arch. Jana Bulszy, który został poświęcony 27 sierpnia 2000 roku przez bpa Kazimierza Górnego. Kościół ten 1 sierpnia 2020 roku stał się kościołem parafialnym nowo erygowanej parafii Matki Bożej Pocieszenia.
W 2005 roku do parafii przybyły siostry Służebniczki Najświętszej Maryi Panny Niepokalanie Poczętej. 
W latach 2008–2011 zbudowano kościół filialny pw. św. Stanisława Biskupa na „Dworzysku”, według projektu arch. Jana Bulszy. W 2011 roku kościół został poświęcony.
W 1977 roku część wsi włączono do miasta Rzeszowa, a  w 2007 i 2008 roku włączono pozostałe dwie części. Dawna wieś obecnie stanowi Osiedle Rzeszowa. 
Proboszczowie parafii
1787–1791. ks. Gabriel Ożegnowicz.
1791–1807. ks. Andrzej Pieczątkowski.
1807–1808. ks. Wojciech Bramowicz.
1808–1809. ks. Michał Korytko.
1809–1810. ks. Antoni Reganowicz.
1810–1814. ks. Wojciech Bramowicz.
1814–1823. ks. Jan Jamrusiewicz.
1823–1830. ks. Piotr Tuchowski.
1830. ks. Karol Komorowski.
1830–1831. ks. Stanisław Walicki.
1831–1832. ks. Kajetan Kochański.
1832–1866. ks. Antoni Misiewicz.
1866–1893. ks. Andrzej Karakulski.
1893–1894. ks. Walenty Krupiński.
1894–1933. ks. Józef Chmurowicz.
1933–1934. ks. Jan Błaż.
1934–1935. ks. Józef Przybylski.
1935–1966. ks. Franciszek Haba.
1967–1985. ks. Józef Czyż.
1985–2012. ks. Stanisław Sznajder.
2012–2019. ks. Jerzy Paradysz.
2019–2021. ks. Adam Podolski.
2021– nadal ks. Wiesław Rafacz.

## Terytorium parafii
Teren parafii obejmuje ulice:
- Bracka.
- Dębicka (numery parzyste 2-438, nieparzyste 1-225).
- Furtaka (numery 9, 11).
- Gorlicka.
- Jasielska.
- Jordanówka.
- Krakowska (numery parzyste 38-161, nieparzyste 51-168).
- Krupówka.
- Magnacka.
- Magórska.
- Mielecka.
- Oświatowa.
- Pańska.
- Przybyszowska (numery nieparzyste, numery parzyste do 37)
- Ropczycka.
- Sanocka (numery parzyste 2-62, nieparzyste 1-31).
- Słoneczny Stok.
- Stadionowa.
- Strzyżowska (numery 6-8).
- Świdrówka.
- Tarnowska (numery 1-8).
- Ustrzycka (numery nieparzyste 9-247, parzyste 16-142).
- Zajęcza (numery 30-38).
- Zakopiańska.